# هيروشي يوشيناغا
هيروشي يوشيناغا (باليابانية: 吉永 大志) (مواليد 14 أكتوبر 1996) هو لاعب كرة قدم ياباني.

## وصلات خارجية
- هيروشي يوشيناغا على موقع رابطة كرة القدم اليابانية للمحترفين (اليابانية)
- هيروشي يوشيناغا على موقع قاعدة بيانات كرة القدم.إي يو (الإنجليزية)
- هيروشي يوشيناغا على موقع Soccerway.com (الإنجليزية)